# Châteauneuf-de-Randon (kanton)

A kanton községei

Châteauneuf-de-Randon kanton (franciául Canton de Châteauneuf-de-Randon) Lozère megye északi részén, a Mende-i kerületben fekszik, központja Châteauneuf-de-Randon.
Területe 243,17 km², 1999-ben 1632 lakosa volt, népsűrűsége 6,7 fő/km².
A Margeride-hegység keleti oldalának 8 községe tartozik hozzá. A kanton valamennyi községe tagja az 1996. december 31-én létrejött Châteauneuf-de-Randon kanton Településtársulásnak (Communauté de communes du canton de Châteauneuf-de-Randon).
A kanton területének 21,4%-át (52,13 km²) borítja erdő.

## Községek
| Község neve                  | Terület (km²) | Népesség (1999, fő) | Népsűrűség (1999, fő/km²) |
| ---------------------------- | ------------- | ------------------- | ------------------------- |
| Arzenc-de-Randon             | 69,20         | 195                 | 2,8                       |
| Châteauneuf-de-Randon        | 24,49         | 532                 | 21                        |
| Chaudeyrac                   | 44,10         | 263                 | 6,0                       |
| Laubert                      | 14,28         | 134                 | 9,4                       |
| Montbel                      | 22,87         | 139                 | 6,1                       |
| Pierrefiche                  | 16,82         | 153                 | 9,1                       |
| Saint-Jean-la-Fouillouse     | 29,27         | 148                 | 5,1                       |
| Saint-Sauveur-de-Ginestoux   | 22,14         | 68                  | 3,1                       |
| Châteauneuf-de-Randon kanton | 243,17        | 1632                | 6,7                       |

## Népesség
| Év   | Lakosság |
| ---- | -------- |
| 1962 | 2436     |
| 1968 | 2144     |
| 1975 | 2023     |
| 1982 | 1862     |
| 1990 | 1622     |
| 1999 | 1632     |

## Lásd még
- Lozère megye kantonjai